# 大木桥路
大木橋路是中華人民共和國上海市徐匯區一條南北走向道路，北至肇嘉浜路與嘉善路相連，南至上海內環路，道路全长1263米，道路名稱來自於道路北端跨越肇嘉浜的大木橋。道路修建於中華民国元年至16年间(北洋政府時期，1912年至1927年)。